# ليو بولين
ليو بولين (بالصينية: 劉勃麟) (و. 1973 – م) هو مصور، ونَحّات من جمهورية الصين الشعبية . ولد في شاندونغ.